# 徐明厚
徐明厚，教授，主要从事燃烧过程数值模拟，洁净煤燃烧理论与技术等方面的研究。入选中华人民共和国教育部第七批"长江学者"特聘教授，中国国家自然科学二等奖获得者，曾就读于华中科技大学。